# HSPA1A
HSPA1A, protein toplotnog šoka 70 kDa 1, je protein koji je kod čoveka kodiran HSPA1A genom.
Ovaj gen ne sadrži introne. On je član familije proteina toplotnog šoka 70. Zajedno s drugim proteinima toplotnog šoka, ovaj protein sprečava agregaciju postojećih proteina i posreduje savijanje novo transliranih proteina u citosolu i organelama. On takođe učestvuje u ubikvitin-proteasom putu tako što ostvaruje interakcije sa AU-bogatim elementom RNK-vezujućeg proteina 1. Ovaj gen je lociran u regionu klase III glavnog histokompatibilnostnog kompleksa, u klasteru sa dva blisko srodna gena koji kodiraju slične proteine.

## Interakcije
Za HSPA1A je bilo pokazano da interaguje sa ASK1, , , , Parkinovom ligazom, Fankonijeva anemija, komplementaciona grupa C, , HSF1 i AIFM1.

## Literatura
- Andersen JL, Planelles V (2005). „The role of Vpr in HIV-1 pathogenesis.”. Curr. HIV Res. 3 (1): 43—51. PMID 15638722. doi:10.2174/1570162052772988.
- Zhao RY, Elder RT (2005). „Viral infections and cell cycle G2/M regulation.”. Cell Res. 15 (3): 143—9. PMID 15780175. doi:10.1038/sj.cr.7290279.
- Zhao RY, Bukrinsky M, Elder RT (2005). „HIV-1 viral protein R (Vpr) & host cellular responses.”. Indian J. Med. Res. 121 (4): 270—86. PMID 15817944.
- Muthumani K; Choo AY; Premkumar A;  . (2006). „Human immunodeficiency virus type 1 (HIV-1) Vpr-regulated cell death: insights into mechanism.”. Cell Death Differ. 12. Suppl 1: 962—70. PMID 15832179. doi:10.1038/sj.cdd.4401583.
- Grosz MD, Womack JE, Skow LC (1993). „Syntenic conservation of HSP70 genes in cattle and humans.”. Genomics. 14 (4): 863—8. PMID 1478667. doi:10.1016/S0888-7543(05)80106-5.
- Veldscholte J; Berrevoets CA; Brinkmann AO;  . (1992). „Anti-androgens and the mutated androgen receptor of LNCaP cells: differential effects on binding affinity, heat-shock protein interaction, and transcription activation.”. Biochemistry. 31 (8): 2393—9. PMID 1540595. doi:10.1021/bi00123a026.
- Abravaya K, Myers MP, Murphy SP, Morimoto RI (1992). „The human heat shock protein hsp70 interacts with HSF, the transcription factor that regulates heat shock gene expression.”. Genes Dev. 6 (7): 1153—64. PMID 1628823. doi:10.1101/gad.6.7.1153.
- Milner CM, Campbell RD (1990). „Structure and expression of the three MHC-linked HSP70 genes.”. Immunogenetics. 32 (4): 242—51. PMID 1700760. doi:10.1007/BF00187095.
- Sargent CA, Dunham I, Trowsdale J, Campbell RD (1989). „Human major histocompatibility complex contains genes for the major heat shock protein HSP70.”. Proc. Natl. Acad. Sci. U.S.A. 86 (6): 1968—72. PMC 286826 . PMID 2538825. doi:10.1073/pnas.86.6.1968.
- Wu B, Hunt C, Morimoto R (1985). „Structure and expression of the human gene encoding major heat shock protein HSP70.”. Mol. Cell. Biol. 5 (2): 330—41. PMC 366716 . PMID 2858050.
- Goate AM; Cooper DN; Hall C;  . (1987). „Localization of a human heat-shock HSP 70 gene sequence to chromosome 6 and detection of two other loci by somatic-cell hybrid and restriction fragment length polymorphism analysis.”. Hum. Genet. 75 (2): 123—8. PMID 2880793. doi:10.1007/BF00591072.
- Hickey E; Brandon SE; Sadis S;  . (1986). „Molecular cloning of sequences encoding the human heat-shock proteins and their expression during hyperthermia.”. Gene. 43 (1-2): 147—54. PMID 3019832. doi:10.1016/0378-1119(86)90018-1.
- Harrison GS; Drabkin HA; Kao FT;  . (1987). „Chromosomal location of human genes encoding major heat-shock protein HSP70.”. Somat. Cell Mol. Genet. 13 (2): 119—30. PMID 3470951. doi:10.1007/BF01534692.
- Drabent B, Genthe A, Benecke BJ (1987). „In vitro transcription of a human hsp 70 heat shock gene by extracts prepared from heat-shocked and non-heat-shocked human cells.”. Nucleic Acids Res. 14 (22): 8933—48. PMC 311921 . PMID 3786141. doi:10.1093/nar/14.22.8933.
- Hunt C, Morimoto RI (1985). „Conserved features of eukaryotic hsp70 genes revealed by comparison with the nucleotide sequence of human hsp70.”. Proc. Natl. Acad. Sci. U.S.A. 82 (19): 6455—9. PMC 390735 . PMID 3931075. doi:10.1073/pnas.82.19.6455.
- Liao J, Lowthert LA, Ghori N, Omary MB (1995). „The 70-kDa heat shock proteins associate with glandular intermediate filaments in an ATP-dependent manner.”. J. Biol. Chem. 270 (2): 915—22. PMID 7529764. doi:10.1074/jbc.270.2.915.
- Selkirk JK, Merrick BA, Stackhouse BL, He C (1995). „Multiple p53 protein isoforms and formation of oligomeric complexes with heat shock proteins Hsp70 and Hsp90 in the human mammary tumor, T47D, cell line.”. Appl. Theor. Electrophor. 4 (1): 11—8. PMID 7811761.
- Furlini G; Vignoli M; Re MC;  . (1994). „Human immunodeficiency virus type 1 interaction with the membrane of CD4+ cells induces the synthesis and nuclear translocation of 70K heat shock protein.”. J. Gen. Virol. 75. (Pt 1) (1): 193—9. PMID 7906708. doi:10.1099/0022-1317-75-1-193.
- Maruyama K, Sugano S (1994). „Oligo-capping: a simple method to replace the cap structure of eukaryotic mRNAs with oligoribonucleotides.”. Gene. 138 (1-2): 171—4. PMID 8125298. doi:10.1016/0378-1119(94)90802-8.
- Prapapanich V; Chen S; Toran EJ;  . (1996). „Mutational analysis of the hsp70-interacting protein Hip.”. Mol. Cell. Biol. 16 (11): 6200—7. PMC 231623 . PMID 8887650.

## Spoljašnje veze
- HSPA1A+protein,+human на 